# Pere Roselló Esteban
Pere Roselló Esteban (Butsènit, Lleida, 16 de setembre de 1949 - 26 de febrer de 2014) fou un enginyer agrònom i polític català.

## Trajectòria
De família camperola, el seu pare, Pere Roselló Casol, havia estat un dels fundadors d'Unió de Pagesos. Es titulà com a enginyer agrònom per l'Escola Tècnica Superior d'Enginyers Agrònoms de València.
Entre 1978 i 1982 fou gerent de la cooperativa Arcofrut, secretari de la Cooperativa Agrícola Pràctica de Lleida, soci fundador de la Cooperativa de Consum Germanor, membre del consell d'administració de Mercolleida, del consell d'administració d'Indulleida i del comitè executiu de la Fira de Sant Miquel de Lleida.
També fou secretari general de la Unió de Sindicats Agraris de Catalunya (USAC) de 1978 a 1980, sindicat que va fundar amb Fèlix Boté, Joan Queralt i Artur Surroca. Fou president de la Cambra Agrària Provincial de Lleida de 1978 a 1984, vicepresident a Espanya de la Confederació Europea Agrària de 1979 a 1981.
Durant la transició espanyola fou secretari general de la UCD a la província de Lleida i diputat per Centristes de Catalunya-UCD a les eleccions al Parlament de Catalunya de 1980. De 1980 a 1981 fou president de la comissió d'Agricultura, Ramaderia i Pesca del Parlament de Catalunya. Quan l'estiu de 1982 la UCD es va desfer passà al Centro Democrático y Social (CDS), del que en fou candidat a les eleccions al Parlament Europeu de 1987 i, per la circumscripció de Lleida, a les eleccions al Parlament de Catalunya de 1988, però no fou escollit en cap dels dos casos. Poc després abandonà la política activa.